# サンドラ・ピレス
サンドラ・ピレスとして知られるサンドラ・ピレス・タバレス（Sandra Pires Tavares、女性、1973年6月16日 - ）は、ブラジルの元ビーチバレーボール選手である。アトランタオリンピックビーチバレー競技金メダリスト。
1996年に初開催されたアトランタオリンピックビーチバレー競技で、ジャッキー・シルバとペアを組み、初代オリンピックチャンピオンとなった。4年後のシドニーオリンピックでは、アドリアナ・サムエルとのペアで銅メダルを獲得した。またFIVBビーチバレーボールワールドツアーにおいては、3度の年間王者に輝いた（1995年、1996年、2003年）。
2014年7月、ピレスはバレーボール殿堂入りの栄誉に浴した。

## 球歴
- オリンピック - 1996年 金メダル、2000年 3位、2004年 5位
- 世界選手権 - 1997年 金メダル、2001年 銀メダル
- FIVBワールドツアー年間王者 - 1995年、1996年、2003年

## 参考
- Beach Volleyball Database
- バレーボール殿堂 - 2014年殿堂入り